# Гробница Ноя
Гробница Ноя (азерб. Nuh peyğəmbərin türbəsi — букв. «гробница пророка Нуха») — мавзолей-тюрбе в южной части города Нахичевань (Азербайджан) на территории Кёхня-галы (Старой крепости).

## История
Как отмечает «Кавказский календарь» на 1846 год гробница Ноя являлась местом, где молились местные армяне. Согласно Энциклопедическому словарю Брокгауза и Ефрона основание гробницы Ноя, которую показывали местные армяне, некоторые персидские и армянские историки относят к 1539 году до н. э.. Как отмечал инспектор Нахичеванского городского училища К. А. Никитин, благодаря преданиям и религиозному чувству армян гробницы Ноя и других членов его семьи сохранились от разрушения, поддерживаются и восстанавливаются так, чтобы не утратить своего первоначального вида. «Кавказский календарь» за 1852 год, перечисляя христианские и мусульманские памятники Нахичевана, относит гробницу Ноя к христианским. По описанию гробница представляла собой часовню, являющуюся остатком прежней церкви. В былые времена эта часовня являлась нижним этажом существовавшей здесь церкви. Войти в часовню можно было спустившись по ступенькам. Внутренняя часть храма была почти круглая и со сводами, которые поддерживал находящийся по центру каменный столб. Под последним, по армянскому преданию, находится прах Ноя.
Шотландский путешественник Джон Фостер Фрезер, побывавший в регионе в 20-х годах XX века, отмечал, что место считалось у армян святым. Во время праздников армяне толпами приходили в часовню, где после поклонения могиле Ноя и принесения даров имели обычай прикреплять маленькие камешки к своду часовни. Суеверные армяне считали, что если их камешки прилипнут, то их желания и просьбы будут исполнены.
В настоящем виде мавзолей построен по решению местных властей от 2006 года. Гробница состоит из остатков нижнего этажа бывшей часовни. В склеп спускаются по лестнице. Посреди склепа стоит каменный столп. По преданию под этим столпом находятся мощи Ноя. В Национальном Музее искусств Азербайджана сохранилась картина Бахруза Кенгерли, изображающая состояние могилы Ноя, в котором она находилась 100 лет назад.

## Галерея

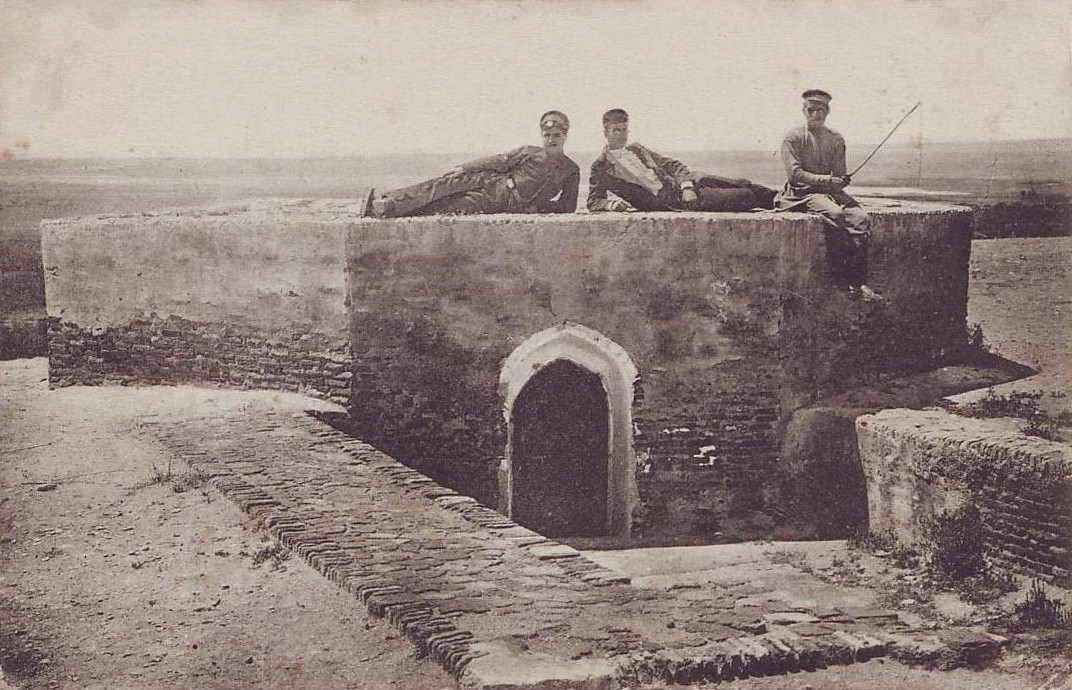
Почтовая открытка Российской империи
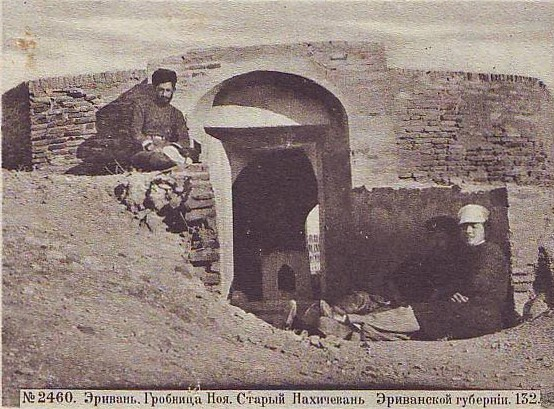
Почтовая открытка Российской империи
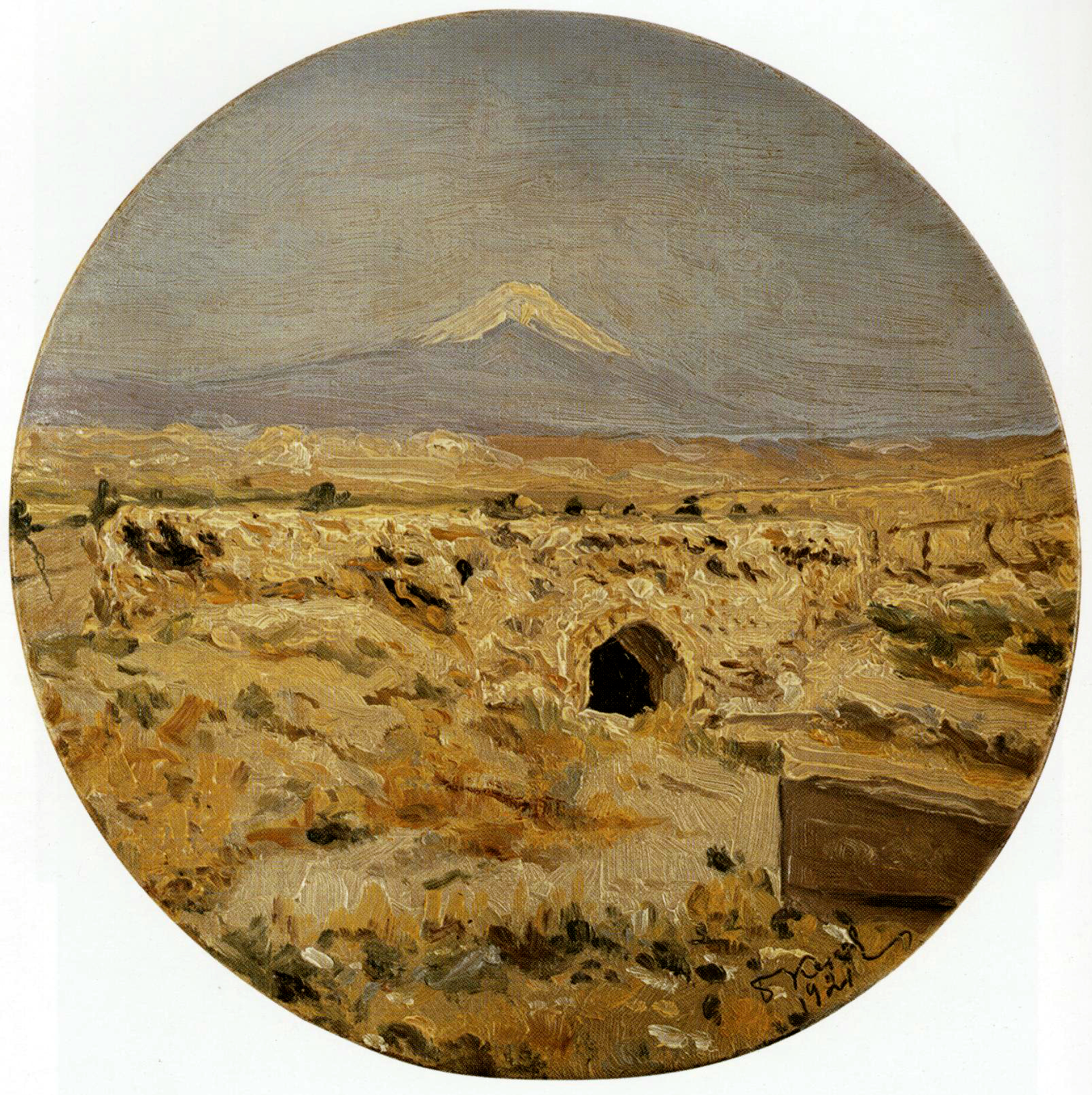
Мавзолей на картине Бахруза Кенгерли, начало XX века
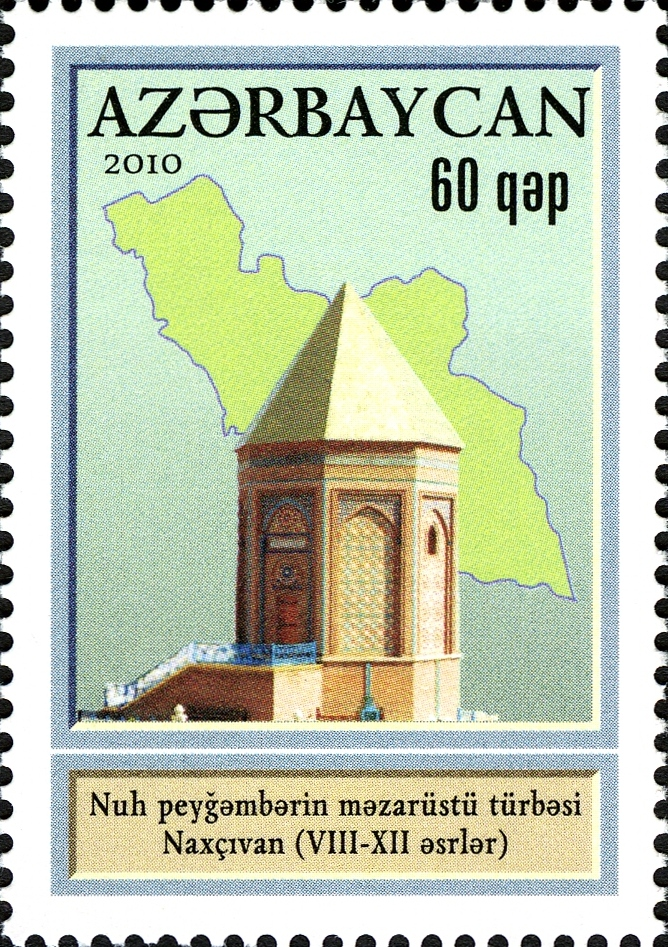
Почтовая марка Азербайджана, 2010
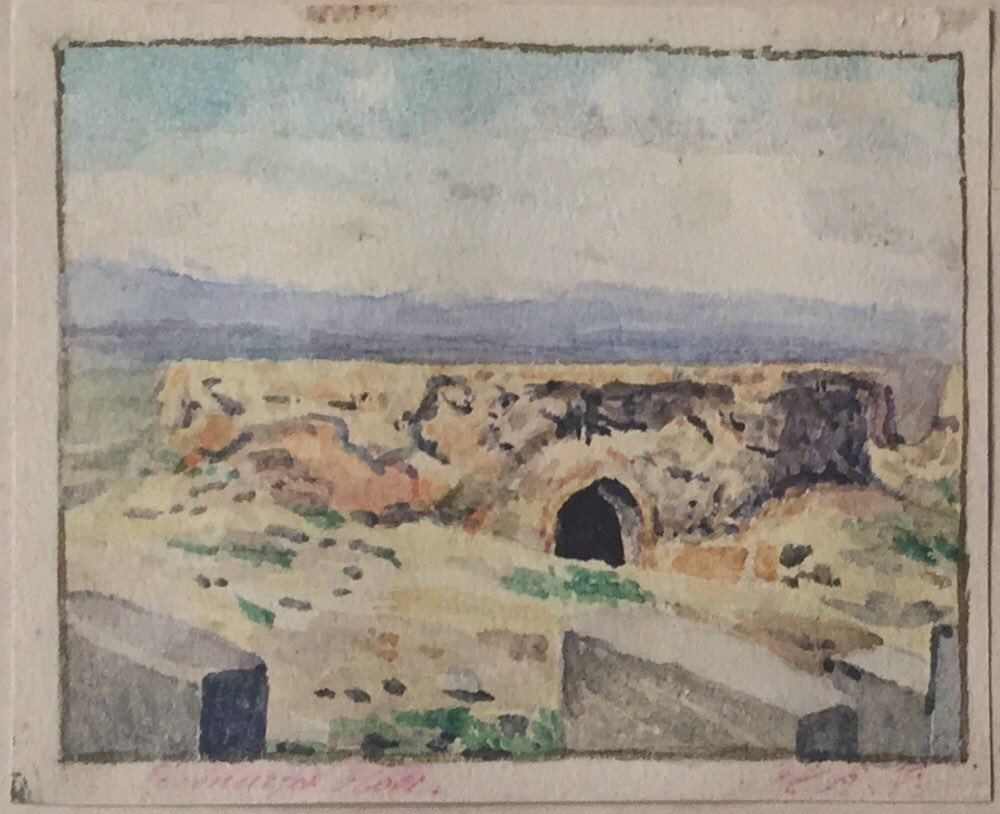
гробница на картине Бахруза Кенгерли, начало XX века
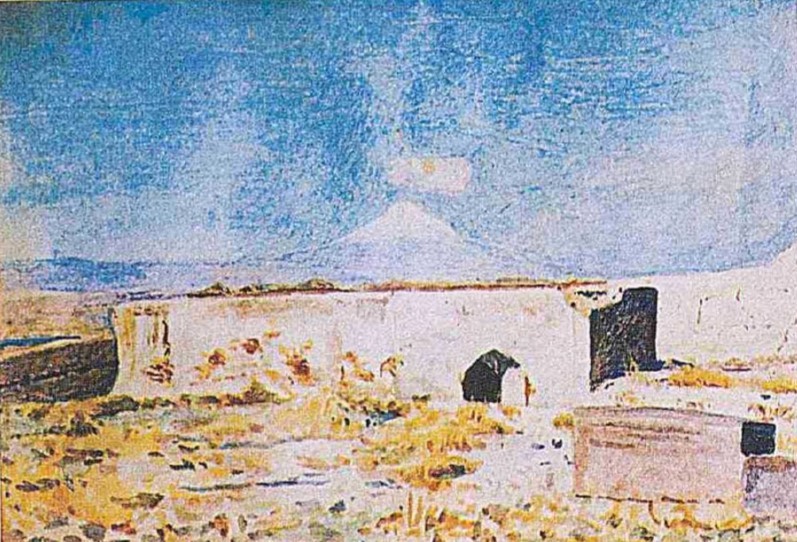
Гробница на картине Бахруза Кенгерли, начало XX века